# رایحه گل

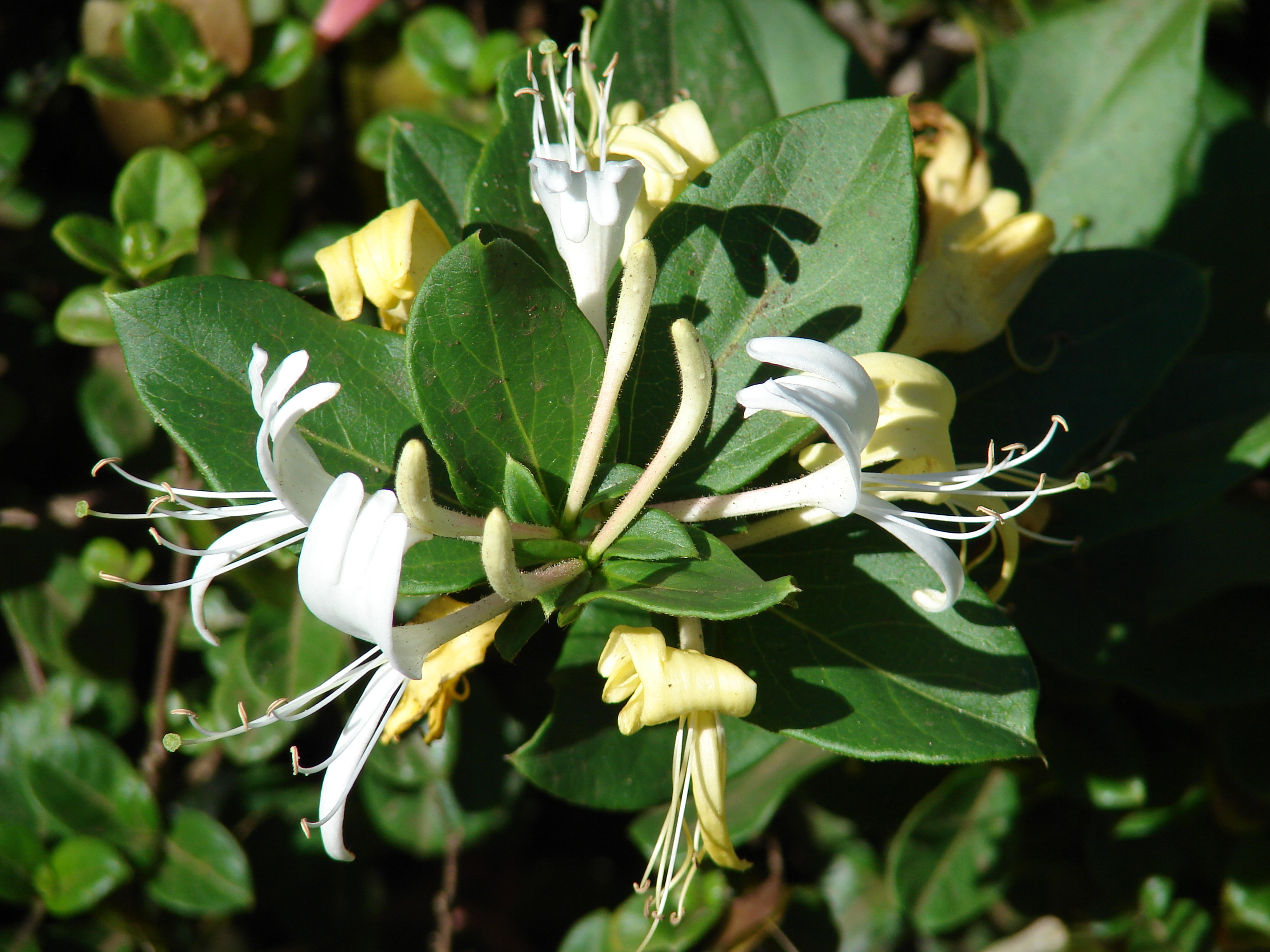
گل‌های پیچ امین‌الدوله ژاپنی رایحه‌ای شیرین و لطیف منتشر می‌کند که عمدتاً از لینالول تشکیل شده‌است.

رایحه گل (انگلیسی: Floral scent)، از تمام ترکیبات آلی فرار (VOCs) یا ترکیبات معطر ساطع شده از بافت گل (مثلاً گلبرگ‌های گل) تشکیل شده‌است. نام‌های دیگر رایحه گل عبارتند از: نکهت، شمیم، بوی گل یا عطر. رایحه گل اکثر گونه‌های گیاهی گل‌دار، تنوعی از ترکیبات آلی فرار را در بر می‌گیرد، که گاهی تا چند صد ترکیب مختلف می‌رسد. کارکردهای اولیه رایحه گل‌ها جلوگیری از گیاهخواران و به‌ویژه حشرات برگ‌خوار (به دفاع گیاه در برابر گیاهخواری مراجعه کنید) و جذب گرده‌افشان‌ها است. رایحه گل یکی از مهم‌ترین کانال‌های ارتباطی است که در تعاملات گیاه و گرده‌افشان به همراه نشانه‌های بصری (رنگ گل، شکل و غیره) واسطه می‌شود.

## فعل و انفعالات زنده

### ادراک بازدیدکنندگان گل
بازدیدکنندگان گل مانند حشرات و خفاش‌ها رایحه‌های گل را به‌لطف گیرنده‌های شیمیایی با ویژگی متغیر برای یک ترکیبات آلی فرار خاص تشخیص می‌دهند. تثبیت یک ترکیب آلی فرار روی یک گیرنده شیمیایی باعث فعال شدن یک گلومرول آنتن می‌شود، بیشتر روی یک نورون گیرنده بویایی بیرون می‌زند و در نهایت پس از پردازش اطلاعات باعث ایجاد یک پاسخ رفتاری می‌شود (همچنین به بویایی، بویایی حشرات مراجعه کنید). درک همزمان  ترکیبات آلی فرار مختلف ممکن است باعث فعال شدن چندین گلومرول شود، اما سیگنال خروجی ممکن است به‌دلیل عملکردهای هم‌افزایی یا مخالف مرتبط با فعالیت بین عصبی، افزایشی نباشد. بنابراین، درک یک  ترکیب آلی فرار در یک ترکیب گل ممکن است واکنش رفتاری متفاوتی را نسبت به زمانی که جدا شده درک می‌شود، ایجاد کند. به‌طور مشابه، سیگنال خروجی با مقدار  ترکیبات آلی فرار متناسب نیست، با برخی از  ترکیبات آلی فرار در مقادیر کم در ترکیب گل، اثرات عمده‌ای بر رفتار گرده‌افشان دارد. توصیف خوب رایحه گل، هم از نظر کیفی و هم کمی، برای درک و پیش‌بینی بالقوه رفتار بازدیدکنندگان گل ضروری است.
بازدیدکنندگان گل از رایحه‌های گل برای تشخیص، شناسایی و مکان‌یابی گونه‌های میزبان خود و حتی تمایز بین گل‌های همان گیاه استفاده می‌کنند. این امر به‌دلیل ویژگی بالای رایحه گل امکان‌پذیر می‌شود، جایی که هم تنوع ترکیبات آلی فرار و هم مقدار نسبی آنها ممکن است گونه‌های گل‌دهنده، یک گیاه منفرد، یک گل گیاه و فاصله پرک از منبع را مشخص کند.
برای استفاده بهینه از این اطلاعات خاص، بازدیدکنندگان گل به حافظه بلند مدت و کوتاه مدت تکیه می‌کنند که به آنها امکان می‌دهد گل‌های خود را به‌طور مؤثر انتخاب کنند. آنها یاد می‌گیرند که بوی گل یک گیاه را با پاداشی مانند شهد و گرده پیوند دهند، و واکنش‌های رفتاری متفاوتی به رایحه‌های شناخته شده در مقابل رایحه‌های ناشناخته دارند. آنها همچنین می‌توانند به‌طور مشابه به ترکیبات بوهای کمی متفاوت واکنش نشان دهند.

### فعل و انفعالات زیستی واسطه

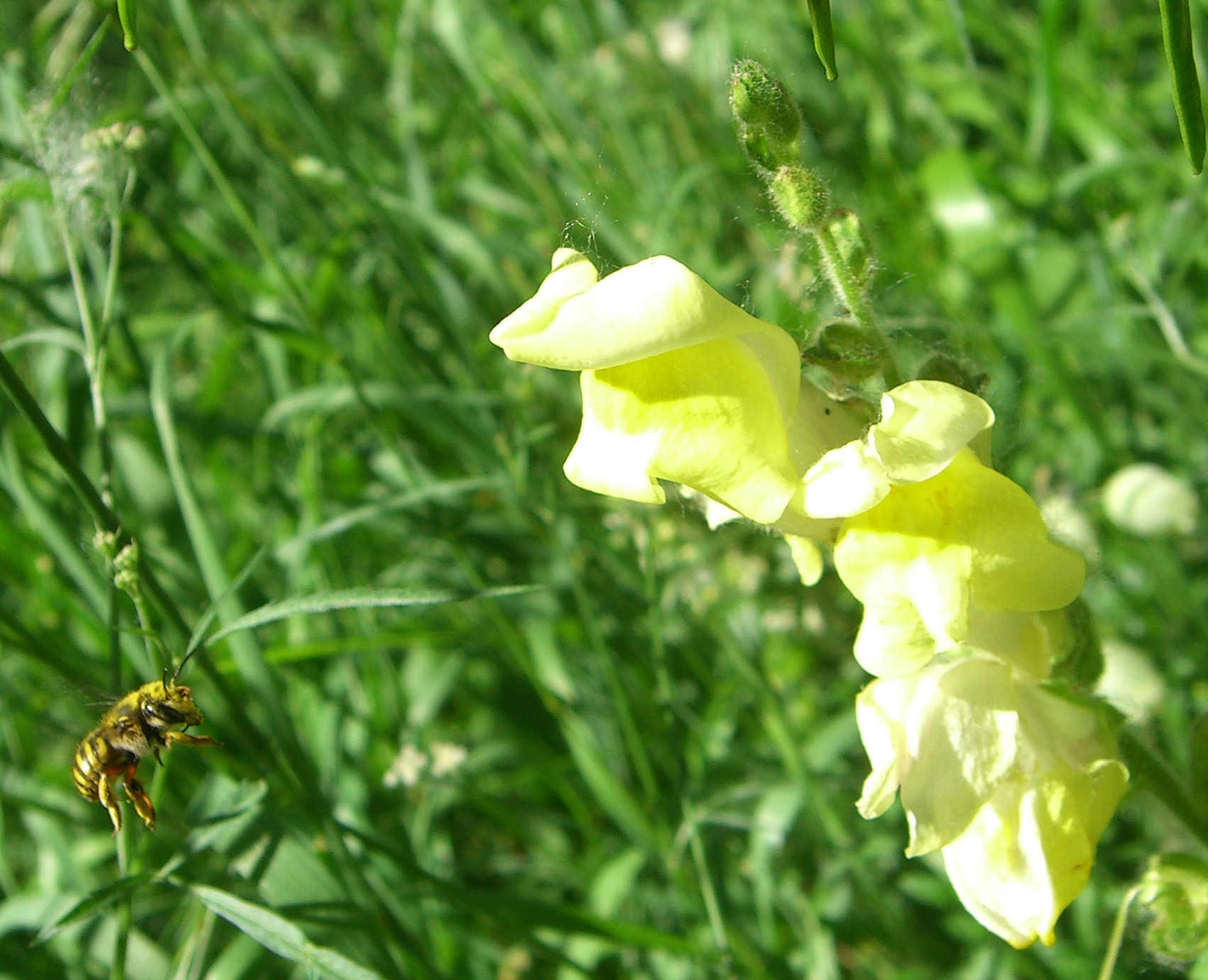
گرده‌افشان‌ها برای یافتن گل‌های میمونی از رایحه گل و رنگ گل استفاده می‌کنند.

عملکرد اصلی رایحه گل جذب گرده‌افشان‌ها و اطمینان از تولیدمثل گیاهان گرده‌افشانی شده با حیوانات است. برخی از خانواده‌های ترکیبات آلی فرار ارائه شده در رایحه‌های گل به احتمال زیاد به‌عنوان دافع گیاه‌خواران تکامل یافته‌اند. با این حال، این دفاع‌های گیاهی نیز توسط خود گیاه‌خواران برای یافتن منبع گیاهی، مشابه گرده‌افشان‌هایی که توسط عطر گل جذب می‌شوند، استفاده می‌شود. بنابراین، صفات گل می‌تواند تحت فشارهای انتخاب متضاد (انتخاب مثبت توسط گرده‌افشان‌ها و انتخاب منفی توسط گیاه‌خواران) قرار گیرد.

### ارتباطات گیاه و گیاه
گیاهان دارای مجموعه‌ای از ترکیبات فرار هستند که می‌توانند برای سیگنال دادن به گیاهان دیگر آزاد کنند. با انتشار این نشانه‌ها، گیاهان بیشتر در مورد محیط خود می‌آموزند و به اندازه کافی پاسخ می‌دهند. با این حال، هنوز عوامل زیادی در مورد عطرهای گیاهی وجود دارد که دانشمندان هنوز در تلاش برای درک آن هستند. دانشمندان بررسی کرده‌اند که چه تعداد از ترکیبات فرار آزاد شده توسط گیاهان از یک منبع گل است. یک مطالعه به این نتیجه رسید که نشانه‌های گل به اندازه سایر ترکیبات فرار مهم هستند و برای ارتباط گیاه به گیاه مناسب هستند. تحقیقات بیشتر نشان داد که گیاهانی که فرارهای گل را دریافت می‌کنند، تناسب بیشتری نسبت به سایر نشانه‌های فرار دارند، زیرا نشانه‌های گل تنها ترکیباتی هستند که توسط گیاهان آزاد می‌شوند که نوع محیط جفت‌گیری آنها را نشان می‌دهند.
گیاهان می‌توانند به این نشانه‌های جفت‌گیری پاسخ دهند و فنوتیپ‌های قابل تنظیم گل را تغییر دهند که می‌تواند بر گرده‌افشانی و جفت‌گیری گیاهان تأثیر بگذارد. فرارهای گل می‌توانند گرده‌افشان‌ها/جفت‌ها را به یک‌باره دفع یا جذب کنند. بسته به تعداد سیگنال‌های گل منتشر شده توسط گیاه می‌تواند سطح جذب/دفع مورد نظر گیاه را کنترل کند. ترکیب چندجزئی گل و سرعت انتشار آنها عوامل بالقوه‌ای هستند که جاذبه/ دافعه را کنترل می‌کنند. این دو عنصر می‌توانند در پاسخ به نشانه‌های بوم‌شناختی مانند تراکم و درجه حرارت بالا گیاه باشند. برای نمونه، در ارکیده‌های فریبنده جنسی، رایحه‌های گلی که پس از گرده‌افشانی منتشر می‌شود، جذابیت گل را برای گرده‌افشان‌ها کاهش می‌دهد. این مکانیسم به‌عنوان یک سیگنال به گرده‌افشان‌ها برای بازدید از گل‌های گرده‌افشانی نشده عمل می‌کند.
شرایط محیطی می‌تواند بر ارتباطات و سیگنال دهی گیاه تأثیر بگذارد. فاکتورهای سیگنال شامل دما و تراکم گیاه است. دمای بالای محیطی باعث افزایش سرعت انتشار ترکیبات گل می‌شود که می‌تواند میزان سیگنال آزاد شده و در نتیجه توانایی آن برای رسیدن به گیاهان بیشتری را افزایش دهد. هنگامی که تراکم گیاه افزایش می‌یابد، ارتباطات گیاه نیز افزایش می‌یابد، زیرا گیاهان نزدیک یکدیگر هستند و سیگنال‌هایی به بسیاری از گیاهان همسایه می‌رسند. این همچنین می‌تواند قابلیت اطمینان سیگنال را افزایش دهد و احتمال کاهش سیگنال را قبل از رسیدن به سایر نیروگاه‌ها کاهش دهد.

## بیوسنتز ترکیبات آلی فرار گل
بیشتر ترکیبات آلی فرار گل به سه کلاس شیمیایی اصلی تعلق دارند. ترکیبات آلی فرار در یک کلاس شیمیایی از یک پیش‌ساز مشترک سنتز می‌شوند، اما مسیر بیوشیمیایی برای هر ترکیب آلی فرار خاص است و اغلب از یک گونه گیاهی به گونه دیگر متفاوت است.
ترپنوئیدها (Terpenoid) از ایزوپرن مشتق شده و از طریق مسیر موالونات (Mevalonate pathway) یا مسیر اریتریتول فسفات سنتز می‌شوند. آنها اکثریت ترکیبات آلی فرار گل را نشان می‌دهند و اغلب فراوان‌ترین ترکیبات در ترکیبات رایحه گل هستند.
دسته شیمیایی دوم از مشتقات اسیدهای چرب سنتز شده از استیل کوآ تشکیل شده‌است که بیشتر آنها به‌عنوان فرار برگ سبز (Green leaf volatiles) شناخته می‌شوند، زیرا از قسمت‌های رویشی (یعنی برگ‌ها و ساقه‌ها) گیاهان نیز ساطع می‌شوند و گاهی به‌وفور از بافت گل بیشتر می‌شوند.
سومین کلاس شیمیایی از بنزنوئیدها (Benzenoid) / فنیل پروپانوئیدها (Phenylpropanoid) تشکیل شده‌است که به‌عنوان ترکیبات معطر نیز شناخته می‌شوند. آنها از فنیل‌آلانین سنتز می‌شوند.

## تنظیم انتشار رایحه‌ها
انتشار بوی گل بیشتر گیاهان گل‌دار به‌طور قابل پیش‌بینی در طول روز و به‌دنبال یک ریتم شبانه‌روزی متفاوت است. این تغییر با شدت نور کنترل می‌شود. حداکثر انتشار همزمان با اوج بالاترین فعالیت گرده‌افشان‌های بازدیدکننده است. برای نمونه، گل‌های میمون، که بیشتر توسط زنبورها گرده‌افشانی می‌شوند، بیشترین انتشار را در ظهر دارند، در حالی که گیاهان تنباکوی که در شب بازدید می‌شوند، بیشترین انتشار را در شب دارند.
انتشار بوی گل نیز همراه با رشد گل متفاوت است، با بالاترین انتشار در زمان گل‌دهی، یعنی زمانی که گل بارور است (بسیار بارور)، و انتشار گازهای گلخانه‌ای پس از گرده‌افشانی کاهش می‌یابد، احتمالاً به دلیل عملکردهای مرتبط با باروری. در ارکیده‌های استوایی، انتشار بوی گل بلافاصله پس از گرده‌افشانی خاتمه می‌یابد و انرژی مصرف شده برای تولید عطر را کاهش می‌دهد. در گل‌های اطلسی، اتیلن برای توقف سنتز مواد فرار گل بنزنوئید پس از گرده‌افشانی موفقیت‌آمیز آزاد می‌شود.
عوامل غیرزیستی، مانند دما، غلظت دی‌اکسیدکربن جو، تنش آبی و وضعیت مواد مغذی خاک نیز بر تنظیم بوی گل تأثیر می‌گذارند. برای مثال، افزایش دما در محیط می‌تواند انتشار ترکیبات آلی فرار را در گل‌ها افزایش دهد و به‌طور بالقوه ارتباط بین گیاهان و گرده‌افشان را تغییر دهد. در نهایت، فعل و انفعالات زیستی نیز ممکن است بر رایحه گل تأثیر بگذارد. برگ‌های گیاهی که توسط گیاه‌خواران مورد حمله قرار می‌گیرند، ترکیبات آلی فرار جدیدی را در پاسخ به حمله منتشر می‌کنند که به‌اصطلاح فرارهای گیاهی ناشی از گیاه‌خواری (HIPVs) نامیده می‌شود. به‌طور مشابه، گل‌های آسیب‌دیده در مقایسه با گل‌هایی که آسیب‌نخورده رایحه‌ای تغییر یافته دارند. ریزجانداران موجود در شهد ممکن است انتشار بوی گل را نیز تغییر دهند.

## اندازه‌گیری
اندازه‌گیری بوی گل هم از نظر کیفی (شناسایی ترکیبات آلی فرار) و هم از نظر کمی (انتشار مطلق و یا نسبی ترکیبات آلی فرار) نیاز به استفاده از تکنیک‌های شیمی تحلیلی دارد. این نیاز به جمع‌آوری ترکیبات آلی فرار گل و سپس تجزیه و تحلیل آنها دارد.

### نمونه‌برداری ترکیبات آلی فرار
رایج‌ترین روش‌ها برای جذب ترکیبات آلی فرار گل روی مواد جاذب مانند الیاف اس‌پی‌ام‌ای (SPME) یا کارتریج‌ها (Cartridges) با پمپاژ هوای نمونه‌برداری شده در اطراف گل‌آذین از طریق مواد جاذب متکی هستند. همچنین می‌توان مواد شیمیایی موجود در گل‌برگ‌ها را با غوطه‌ور کردن آنها در یک حلال استخراج کرد و سپس مایع باقی‌مانده را تجزیه و تحلیل کرد. این بیشتر برای مطالعه ترکیبات آلی سنگین‌تر و یا ترکیبات آلی فرار که قبل از انتشار در هوا در بافت گل ذخیره می‌شوند سازگار است.

### تجزیه و تحلیل نمونه

#### دفع
- دفع حرارتی: ماده جاذب به‌صورت فلاش گرم می‌شود به‌طوری که تمام ترکیبات آلی فرار جذب شده از جاذب دور شده و به سیستم جداسازی تزریق می‌شوند. انژکتورها در دستگاه‌های کروماتوگرافی گازی که به‌معنای واقعی کلمه، نمونه‌های معرفی شده را تبخیر می‌کنند، اینگونه کار می‌کنند. برای ترکیبات آلی فرار جذب شده روی مقدار بیشتری از مواد جاذب مانند کارتریج‌ها، دفع حرارتی ممکن است نیاز به استفاده از یک ماشین خاص، یک جاذب حرارتی، متصل به سیستم جداسازی داشته باشد.
- دفع توسط حلال: ترکیبات آلی فرار جذب شده روی مواد جاذب توسط مقدار کمی حلال که تبخیر شده و در سیستم جداسازی تزریق می‌شود، منتقل می‌شود. رایج‌ترین حلال‌های مورد استفاده، مولکول‌های بسیار فرار هستند، مانند متانول، تا از شستشوی همزمان با ترکیبات آلی فرار کمی سنگین‌تر جلوگیری شود.

#### جدایش
کروماتوگرافی گازی برای جداسازی ترکیبات آلی فرار تبخیر شده به‌دلیل وزن مولکولی کم آنها ایدئال است. ترکیبات آلی فرار توسط یک بردار گاز (هلیوم) از طریق یک ستون کروماتوگرافی (فاز جامد) حمل می‌شوند که بر روی آن  قرابت‌های متفاوتی دارند که امکان جداسازی آنها را فراهم می‌کند.
کروماتوگرافی مایع ممکن است برای استخراج مایع بافت گل استفاده شود.

#### تشخیص و شناسایی
سیستم‌های جداسازی با یک آشکارساز همراه هستند که امکان تشخیص و شناسایی ترکیبات آلی فرار را بر اساس وزن مولکولی و خواص شیمیایی آنها فراهم می‌کند. سیستم مورد استفاده برای آنالیز نمونه‌های رایحه گل، کروماتوگرافی گازی همراه با طیف سنجی جرمی است.

#### کمی‌سازی
کمی‌سازی ترکیبات آلی فرار بر اساس مساحت پیک اندازه‌گیری شده در کروماتوگرام و مقایسه با مساحت پیک یک استاندارد شیمیایی است:
- کالیبراسیون داخلی: مقدار مشخصی از یک استاندارد شیمیایی خاص همراه با ترکیبات آلی فرار تزریق می‌شود، ناحیه اندازه‌گیری شده روی کروماتوگرام متناسب با مقدار تزریق شده است. از آنجایی که خواص شیمیایی ترکیبات آلی فرار میل ترکیبی آنها را با فاز جامد (ستون کروماتوگرافی) و متعاقباً ناحیه پیک در کروماتوگرام تغییر می‌دهد، بهتر است از چندین استاندارد استفاده شود که بهترین تنوع شیمیایی نمونه رایحه گل را منعکس کند. این روش امکان مقایسه قوی‌تری بین نمونه‌ها را فراهم می‌کند.
- کالیبراسیون خارجی: منحنی‌های کالیبراسیون (کمیت در مقابل سطح پیک) به‌طور مستقل با تزریق طیف وسیعی از مقادیر استاندارد شیمیایی ایجاد می‌شوند. این روش زمانی بهترین است که مقدار نسبی و مطلق ترکیبات آلی فرار در نمونه‌های رایحه گل از نمونه‌ای به نمونه دیگر و از ترکیب آلی فرار به ترکیب آلی فرار دیگر متفاوت باشد و زمانی که تنوع شیمیایی ترکیبات آلی فرار در نمونه بالا باشد. با این حال، وقت گیرتر است و ممکن است منبع خطا باشد (مثلاً اثرات ماتریسی ناشی از حلال یا ترکیبات آلی فرار بسیار فراوان در مقایسه با ترکیبات آلی فرار ردیابی باشد.[۳۰]).

### ویژگی تجزیه و تحلیل بوی گل
عطر گل اغلب از صدها ترکیبات آلی فرار با نسبت‌های بسیار متغیر تشکیل شده است. روش مورد استفاده، معاوضه‌ای بین تشخیص دقیق کمیت ترکیبات جزئی و اجتناب از اشباع آشکارساز توسط ترکیبات اصلی است. برای اکثر روش‌های تحلیلی که به‌طور معمول استفاده می‌شود، آستانه تشخیص بسیاری از ترکیبات آلی فرار هنوز بالاتر از آستانه درک حشرات است، که ظرفیت ما را برای درک فعل و انفعالات گیاه و حشره به واسطه رایحه گل کاهش می‌دهد.
علاوه بر این، تنوع شیمیایی در نمونه‌های عطر گل چالش‌برانگیز است. زمان تجزیه و تحلیل متناسب با محدوده وزن مولکولی ترکیبات آلی فرار موجود در نمونه است، از این رو تنوع بالا زمان تجزیه را افزایش می‌دهد. رایحه گل همچنین ممکن است از مولکول‌های بسیار مشابهی مانند همپارها و به‌ویژه همپار نوری تشکیل شده باشد که تمایل به شستشوی همزمان دارند و سپس به سختی از هم جدا می‌شوند. با وجود این، شناسایی و تعیین کمیت آنها از اهمیت زیادی برخوردار است، زیرا انانتیومرها ممکن است واکنش‌های بسیار متفاوتی را در گرده‌افشان‌ها ایجاد کنند.